# Hogna propria
Hogna propria Roewer, 1959 è un ragno appartenente alla famiglia Lycosidae.

## Caratteristiche
Lo sterno e la coxae sono di colore marrone, senza sfumature di nero; gli altri segmenti delle zampe sono di un color marrone chiaro, ad eccezione delle tibie che presentano anteriormente una macchia basale ed alcune apicali di colore nero.
L'olotipo femminile rinvenuto ha lunghezza totale è di 16 mm; la lunghezza del cefalotorace è di 7 mm e quella dell'opistosoma è di 9 mm.

## Distribuzione
La specie è stata reperita nella Tanzania orientale: nei pressi della città di Dar es Salaam.

## Tassonomia
Al 2017 non sono note sottospecie e dal 1959 non sono stati esaminati nuovi esemplari.